# Stanley Hollis
Stanley Elton Hollis VC (21 de setembre de 1912 - 8 de febrer de 1972) va ser un soldat britànic, receptor de la Creu Victòria, el premi més alt i prestigiós per la galanteria davant l'enemic que es pot atorgar als britànics i a les forces de la Commonwealth.
Va tenir la distinció de rebre l'única Creu de Victòria atorgada el Dia D (6 de juny de 1944)

## Orígens
Stanley Hollis va néixer a Middlesbrough, North Riding de Yorkshire, Anglaterra, on va viure i va assistir a l'escola local fins a 1926; quan els seus pares (Edith i Alfred Hollis) es van traslladar a Robin Hood's Bay, on va treballar a la botiga de peix i patates fregides del seu pare.
El 1929 va ser aprenent d'una companyia naviliera de Whitby, per aprendre a ser oficial de navegació. Va fer viatges regulars a l'Àfrica occidental; però el 1930 va emmalaltir de la febre de les aigües negres, que va posar fi a la seva carrera en la marina mercant. Tornant a North Ormesby-, Middlesbrough, va treballar com a camioner, i es va casar amb Alice Clixby amb qui va tenir un fill i una filla.

## Carrera militar
El 1939 es va allistar a l'Exèrcit Territorial, part de l'Exèrcit Britànic, al 4t Batalló, Green Howards.A l'esclat de la Segona Guerra Mundial va ser mobilitzat i traslladat al 6è Batalló, Green Howards i va anar a França com a part de la Força Expedicionària Britànica el 1940, on va servir com a missatger del comandant. Va ser ascendit de caporal a sergent durant l'evacuació de Dunkerque. Després va lluitar des de la Segona batalla d'El Alamein fins a la batalla de Tunísia com a part del Vuitè Exèrcit britànic a la campanya nord-africana. Va ser ascendit a sergent major de companyia poc abans de la invasió de Sicília el 1943, on va ser ferit a la batalla del pont de Primosole.
El dia D, el 6è Green Howards va desembarcar a Gold Beach. Quan la seva companyia es va traslladar terra endins des de les platges després dels desembarcaments inicials, Hollis va anar amb el comandant de la seva companyia a investigar dos blocaus alemanys que havien estat obviats. Va córrer el primer, fent presoners tots els ocupants menys cinc; i després es va ocupar del segon, fent 26 presoners. Després va netejar una trinxera veïna. Més tard aquell dia, va liderar un atac sense èxit a una posició enemiga que contenia un canó de camp i múltiples metralladores MG 42. Després de retirar-se, va saber que dos dels seus homes havien quedat enrere; i va dir al seu comandant, el major Lofthouse: "Els he ficat jo. Intentaré treure'ls". Prenent una granada d'un dels seus homes, Hollis va observar acuradament el patró de comportament de l'enemic i la va llançar en el moment més oportú. Malauradament, no havia aconseguit cebar la granada; però l'enemic no ho sabia, i va mantenir el cap avall esperant que explotés. Quan s'havien adonat del seu error, Hollis estava a sobre d'ells i els havia abatut.
El setembre de 1944 va ser ferit a la cama i evacuat a Anglaterra, on va ser condecorat pel rei Jordi VI el 10 d'octubre de 1944.

## Vida posterior
Després de la guerra va treballar durant un temps com a sorrejador en una siderúrgia local. Després es va convertir en soci d'un negoci de reparació de motors a Darlington, abans de convertir-se en enginyer de vaixells de 1950 a 1955. Després es va formar com a publicà i va dirigir la casa pública "Albion" a Market Square, North Ormesby. : el nom del pub es va canviar a 'The Green Howard' Després que el pub fos enderrocat el 1970, es va traslladar per convertir-se en l'inquilí de la casa pública "Holywell View" a les mines de Liverton prop de Loftus.
Va morir el 8 de febrer de 1972 i va ser enterrat al cementiri d'Acklam, Middlesbrough.

## Llegat
Hollis Crescent, una finca d'allotjament militar, va rebre el seu nom als anys 80/90 a Strensall, North Yorkshire. Es va col·locar una placa commemorativa al costat del número 2 de Hollis Crescent per commemorar la seva Creu Victòria.
Una estàtua en honor a ell, esculpida per Brian Alabaster ARBS, va ser descoberta el 26 de novembre de 2015 pel vicelord tinent de North Yorkshire, Peter Scrope. El monument es troba a prop del cenotafi de Middlesbrough fora de les portes d' Albert Park davant del Museu Dorman
Hollis Court, un complex d'allotjaments jubilats/protegits a Coulby Newham, Middlesbrough, porta el seu nom.
La seva Victoria Cross va ser comprada pel col·leccionista de medalles Sir Ernest Harrison OBE, president de Racal i Vodafone. Harrison va presentar la medalla al Green Howards Museum de Richmond, North Yorkshire l'any 1997. Deu anys més tard, va comprar, per als Green Howard, la cabana de Normandia que Hollis havia atacat.
El 2016, una escola de Middlesbrough que es va convertir a l'estatus d'acadèmia, va ser nomenada Hollis Academy , en el seu honor.

## Condecoracions
Creu Victòria
 Estrella de 1939-45
 Estrella d'Àfrica amb barra 8è Exèrcit
 Estrella d'Itàlia
 Estrella de França i Alemanya
 Medalla de la Defensa
 Medalla de la Guerra 1939-1945

### Citació a la Creu Victòria

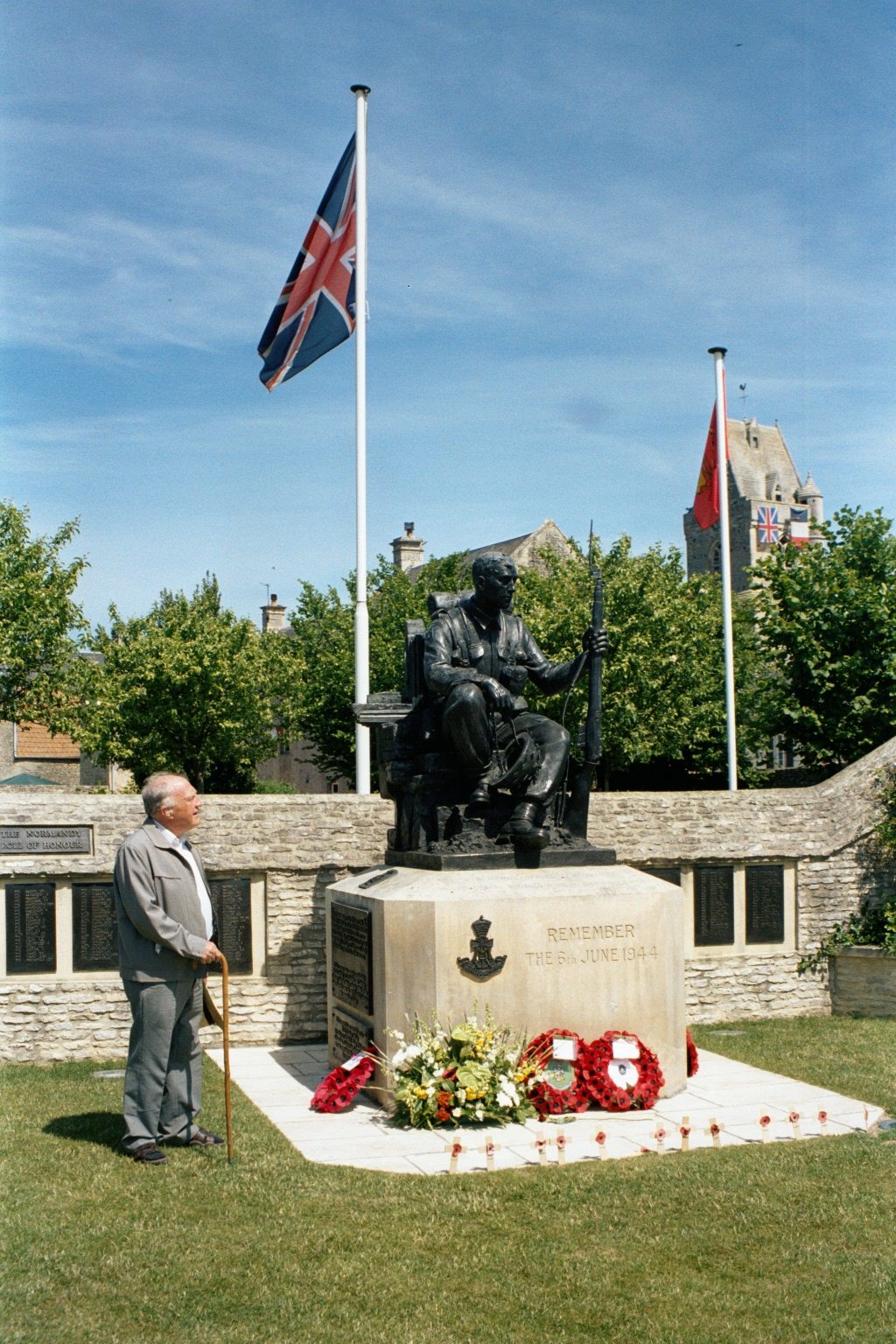
Memorial dels Green Howards, Crépon

Hollis tenia 31 anys i era un suboficial de classe II (sergent major de la companyia) al 6è Batalló, The Green Howards, de l'exèrcit britànic durant la Segona Guerra Mundial, quan va tenir lloc la següent escriptura per la qual se li va concedir la VC:
| « | A Normandia, el 6 de juny de 1944, el sergent major de la companyia Hollis va anar amb el seu comandant de companyia a investigar dos blocaus alemanys que havien estat obviats quan la companyia es movia terra endins des de les platges. "Hollis es va precipitar a l'instant directament contra el blocaus, disparant el seu subfusell Sten al primer blocaus, va saltar a sobre, va tornar a carregar el seu carregador, va llançar una granada per la porta i hi va disparar la seva Sten, matant-hi. dos alemanys i prenent la resta presoners. Més tard el mateix dia... el CSM Hollis va avançar cap endavant per atacar un canó [de camp] amb un PIAT [arma antitanc] des d'una casa a 50 iardes... Més tard va trobar que dos dels seus homes s'havien quedat enrere a la casa... A la vista de l'enemic que li disparava contínuament, va avançar sol... distreu la seva atenció dels altres homes. Sota la cobertura de la seva diversió, els dos homes van poder tornar. Allà on els combats eren més intensos...[ell]...apareixia, mostrant la màxima galanteria... Va ser en gran part gràcies al seu heroisme i recursos que es van aconseguir els objectius de la Companyia i les baixes no van ser més grans. .... va salvar la vida de molts dels seus homes. | » |